# さいさいきて屋
さいさいきて屋（さいさいきてや）は、愛媛県今治市中寺にある越智今治農業協同組合の運営する直売所を中心とした複合施設である。

## 概要
愛媛県今治市の国道196号沿いに立地している。立地の良さもあり平日は600人前後、土・日曜日には1,800人前後が県内外から訪れている。多い時には1日におよそ3,000人が来店する、全国でも指折りの売上を誇る人気施設となっている。
さいさいきて屋の店名は「再々」といろいろな野菜や果物が揃っているという造語「彩菜」をかけて付けられている。直売所では地元の野菜や米、果実、精肉の他、地元の漁業協同組合でとれた魚介類、地元農産物を活用したジュースやジャム等の加工品など様々な地元産品が販売されている。施設内には、地元食材を活用した食堂「彩菜食堂」やカフェ「SAISAICAFE」、市民農園、研修施設などが設置されている。

## 歴史
「さいさいきて屋」は2000年に遊休施設を改装した小さな店と94人の出荷者でスタートしたが、1年目で約2億1,000万円と予想以上の売り上げを記録。2002年にはAコープを改装した新店舗に移転したが、2004年には出荷者が700人を超え、売り上げも約7億円に達し、すぐに売り場が手狭になった。
そこで、職員有志が直販事業拡充のプロジェクト検討に着手し、2007年、現在地に現在の大型直売所が誕生した。2024年1月には来店者が1,500万人を突破した。

## 主な施設

### 直売所
直売所の売り場面積562坪は全国一の規模を持つ。2016年度の売上は21億80百万円。JA直売所では「伊都菜彩」(福岡県)、「めっけもん広場」（和歌山県）に次いで全国3位の売上を誇っている。
青果物は今治市・上島町の会員1,500人が直接直売所に持ち込み、自由に陳列・値決めを行っている。販売手数料は生鮮食品が売上の15％、加工品が18％となっており運営経費に充てられている。野菜や果物のその日の残りは基本的に生産者の方に持って帰ることになっているが、さいさいきて屋で引き取って食堂の食材などにも活用されている。
また、青果物だけでなく地元の精肉・鮮魚も扱っており、鮮魚は今治市内の漁業協同組合が出資し設立された企業がさいさいきて屋の魚コーナーを運営しており魚も地産地消、今治産メインとなっている。

### 彩菜食堂
「今治をまるごと食べる」がキャッチフレーズのセルフサービス食堂。仕入れは基本的に「さいさいきて屋」から優先し、野菜、米、肉、魚の多くが今治産となっている。

### SAISAICAFE
地元農産物を活用したケーキやパンなどを販売するカフェ。カフェでは旬の野菜やフルーツをたくさん使ったケーキやパン、ジェラード、フレッシュジュースなどが販売されている。

### 新技術・新品種実証農園
主に柑橘類、新品種の栽培・技術向上の場として設けられており、営農指導員を中心として、栽培管理が細やかに行われている。2009年からは　食だけでなく、地域特産品のタオル原料の綿を栽培し、市内の繊維・タオルメーカーと連携して衣料品を生産する「コットンプロジェクト」にも着手している。

### 学童農園
愛媛県・今治市との連携により、毎月1回、小学生を対象にした「saisaiKIDS倶楽部（さいさいキッズくらぶ）」を開催し、田植えやサツマイモ植え、田んぼや水路の生き物調査など、子どもたちへの農業体験や食育の推進も行っている。

### 体験型市民農園
地元住民に対して市民農園として貸し出されている農地。個々の目的に応じて初級・中級・上級といったコースが設けられている。

### その他施設
- 地産地消研修施設
- クッキングスタジオ
- 今治コミュニティ放送

## 不祥事
- 2018年7月27日に同月19日から23日まで鮮魚コーナー「魚媛」で販売されたウナギの加工品を食べた78人が食中毒にかかったことを発表。営業停止処分とした[14][15]。

## アクセス
- JR予讃線伊予富田駅から約2km。
- JR予讃線今治駅より車で約15分。